# 迪化街

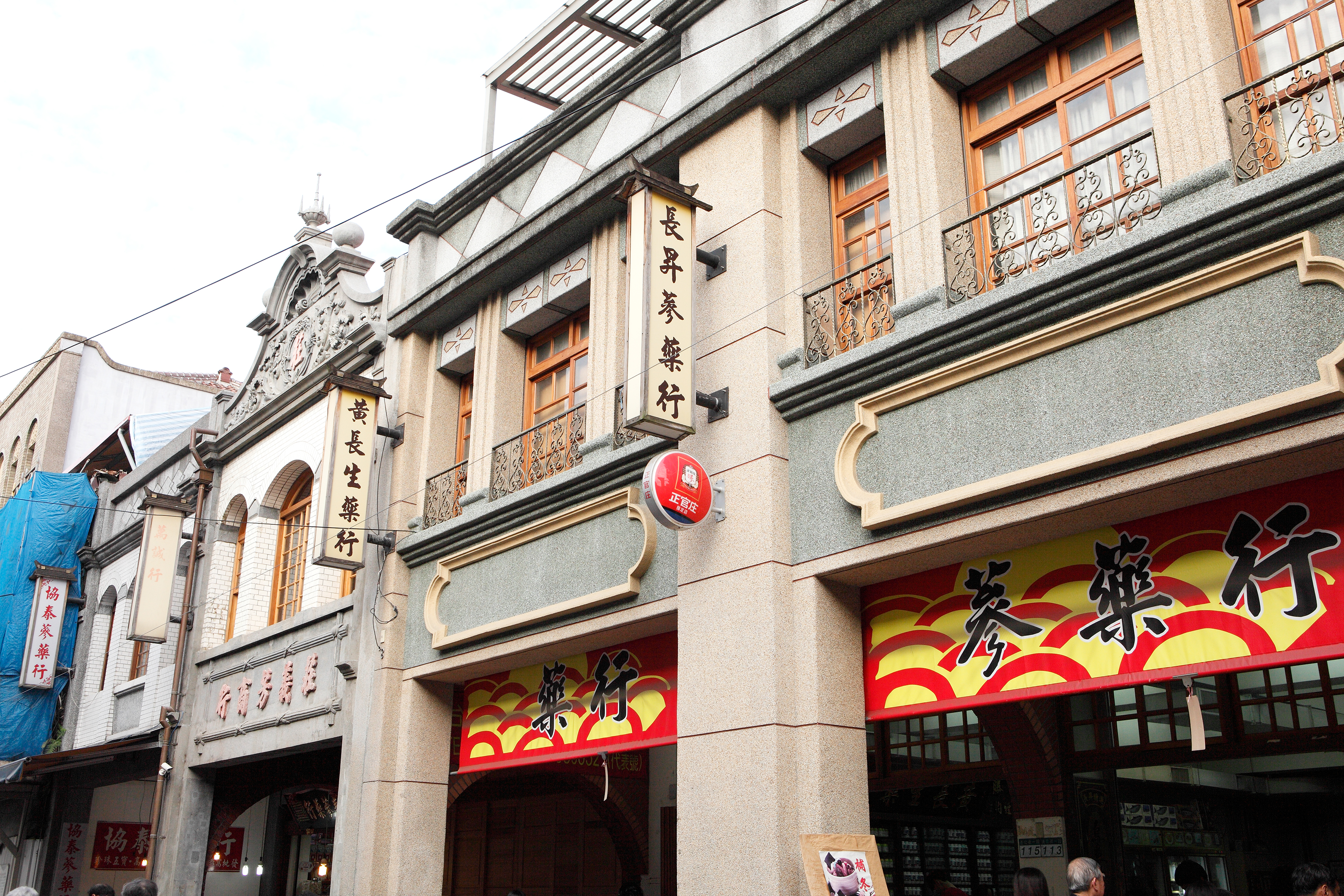
迪化街

迪化街（てきかがい）は台北市の街区。歴史のある商店街、問屋街であり観光地としても扱われる。本項では迪化街という名の街路（一段、二段に分かれる）の、周辺エリアとしての迪化街を扱う。

## 地理

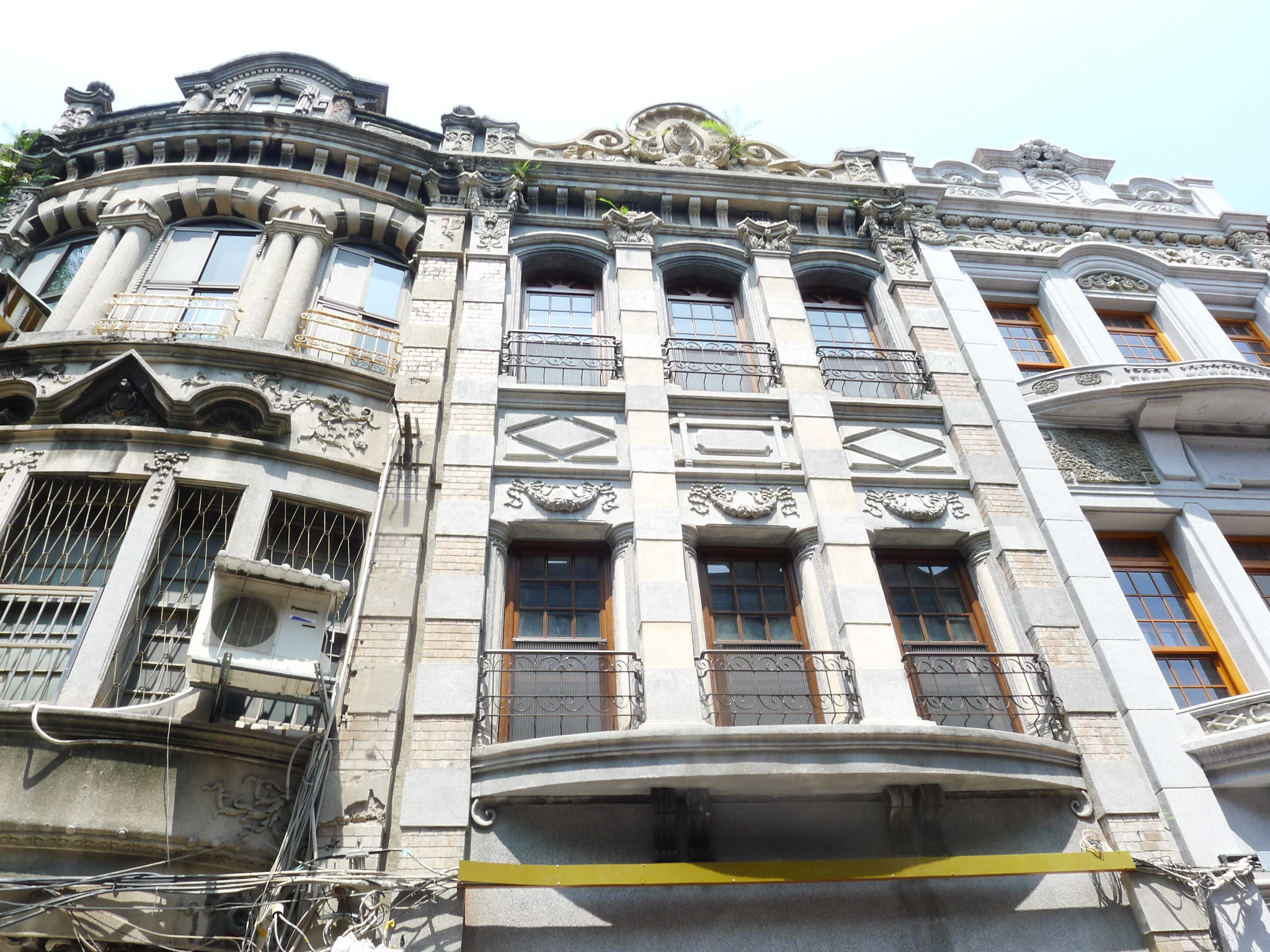
迪化街

住所表記は台北市大同区迪化街。台北駅から西方にあたる。東西の幅は100メートル、南北の長さは約977メートルほどの細長い形で、9ヘクタールの面積を街区として含む。
台北市街地の北部にあたり、かつて大稻埕と呼ばれた地域の一部で、2000年公示の都市計画法に定められた「大稻埕歷史風貌特定專用區（大稲埕風貌特定専用区）」という区画の一角をなす。現行の行政区分上では大同区に含まれる。域内人口は約6,000人。

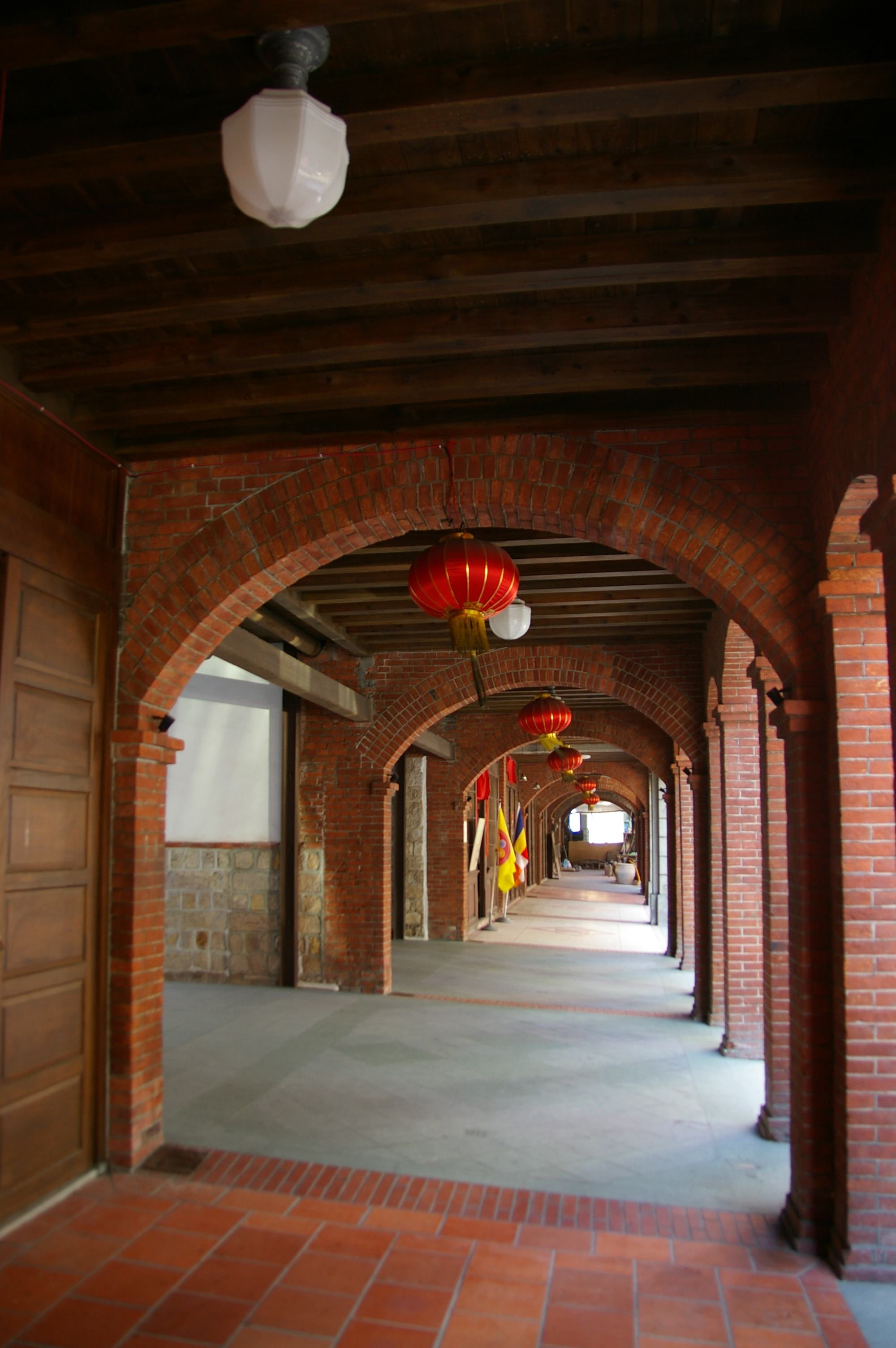
亭仔脚

## 町並み
域内にはおよそ370棟の建物が並び、その半分程度にあたる178棟が歴史的建築物とされている。200棟ほどが1階部分を店舗として利用している。幅 8 メートルの迪化街という名のメインストリート（この周辺エリアが本稿であつかう街区の迪化街）に面した建物は、隣家と壁体を共有する形で密集し、裏手の路地は幅 1 メートルほどしかない。建物のプランをみると、間口は 5.0 - 5.5メートルほどであるが、奥行きが50メートルに達するものもあり細長い矩形をなす。
建築様式は一定ではなく、さまざまな様式が混交している。バロック風の商館を起源に持つものや、洋館、昭和に入ってから建てられたモダニズム建築も見られる。古惠菁の分類によれば、古い順に閩南式（みんなんしき）、倣洋楼式、洋楼式、バロック式、近代建築式の5様式に分けられ、林美吟らの分類によれば閩南式、洋楼式、バロック式、近代建築式と4様式に分類している。
いずれもファサードを特徴づけるベランダである亭仔脚（騎楼ともいう）をもつ。これは街路に面した建物の正面に作られた、隣家と連結されたアーケード、商店街の屋根のような公共的な側面をもつ構造物である。アーケードなので1階部分が通行可能になっており、雨や日差しを避けることができる。一方で店舗が飲食用のテーブルを出していたりと占有し、通り抜けしにくい状態となっている風景も見られる。この施設は清朝時代に起源を見る指摘もあるが、日本による台湾統治の時代に法律によって設置が規定された構造体である。当初は幅も高さも地方ごとにまちまちであったが、1900年にアーケードの幅および高さが規定されるようになった。長らく完全に公共物（とはいえ勝手に占有される状態）であったが1999年以降は店舗による買戻しと私有が認められているので、公私の境はなお曖昧である。

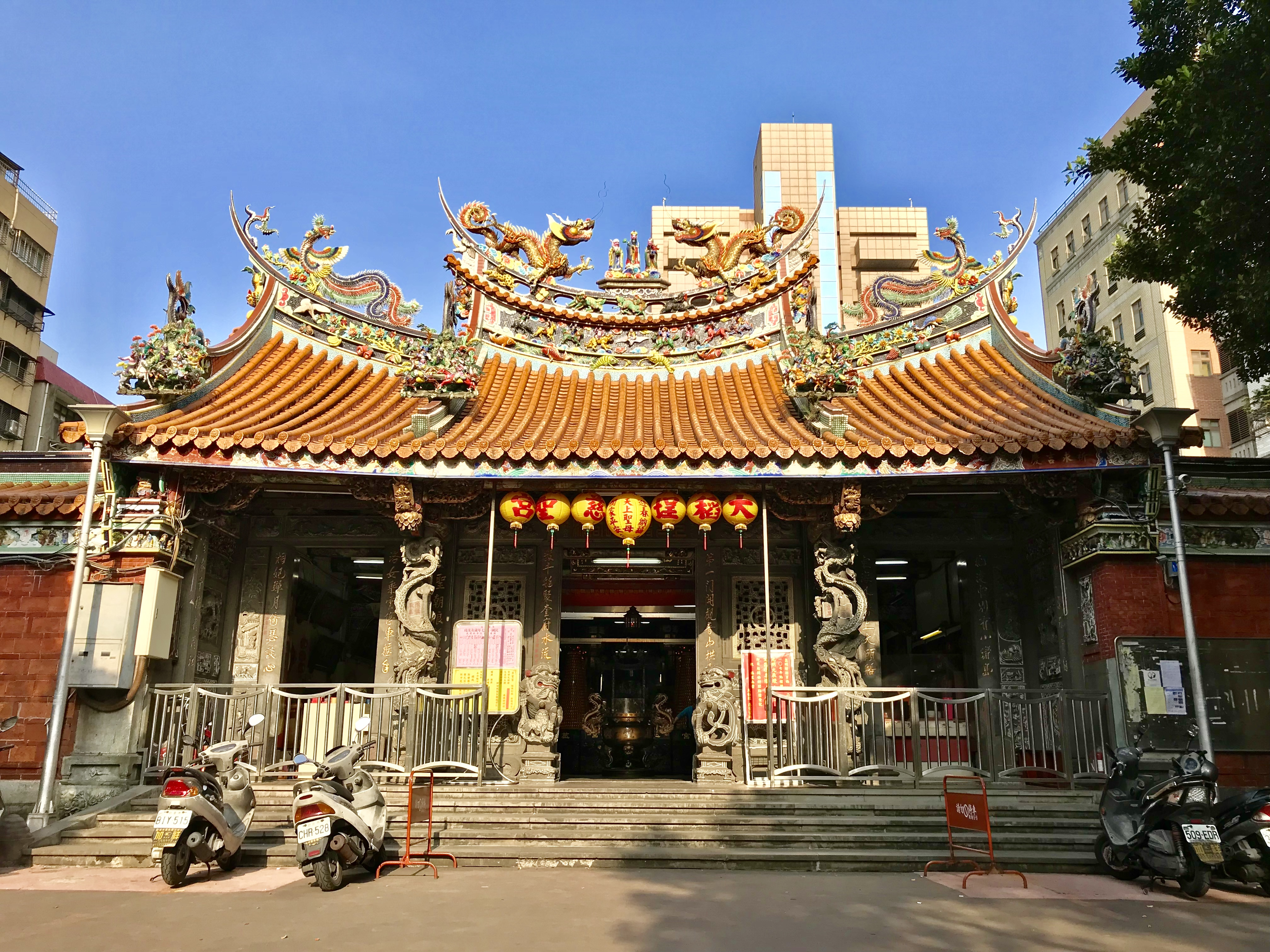
馬祖宮（慈聖宮）

## 歴史
かつて大滔捏と呼ばれる前のこの一帯は平埔族の一部族であったケタガラン人の部落であった。1853年に艋舺から分類械闘の結果として漳州人（漳州出身の人々）に追放された泉州人（泉州出身の人々）が、艋舺の北へあたるこの地へ集団で移住した事が大滔捏の起源とされる。1887年には淡水港の一部に組み込まれ、それにともなってアメリカおよびドイツが領事館を設置、本島人も商館を置いたため艋舺をしのぐ隆盛を見せた。
日本による台湾統治の時代が始まった1895年にはおそらく都市計画なしで自然と発生した街区が媽祖宮を中心に、おおむね東西南北方向に区分けする街路をもって形成されていた。1900年に著された『東京帝国大学台湾土木事業報告書』によれば当時の台湾は未整備の市街地ばかりで道路は狭いし不潔であったとしているが、台北城内と台南の一部、それにこの地域はそれほど酷くないと評価している。1905年に計画され1910年ごろに収束したと見られている第5次計画事業（『台北市政二十年史』1940年による分類。台北市の都市計画の第5弾）によってこの一帯も整備されたが、比較的清潔であったため街路はおおむね既存のまま流用されたと見られている。一方でこの地域の中心的存在であった媽祖宮は工事の際に撤去されてしまったり、区画整理のために10万円を投じて600戸以上の家屋が破却されたりと、必要が有れば旧来の古跡も構わず整理される結果となった。このような手法は台湾総督府の内部からも批判する者がでた。なお、この馬祖宮（慈聖宮）は移設されており現在も命脈を保っている。第二次世界大戦では台湾も空襲の対象となったが、この一帯は空襲を受けずに済んだため、旧来の建築が残されることとなった。
日本が去って後 1947年、中華民国政府により迪化街と名付けられた。旧来の狭隘な幅員の街路を主要な要因として、1970年ごろから明らかに衰退が始まった。1977年には道幅を広げるという再開発の計画が持ち上がり、伝統的な建物が撤去されるかもしれないという危機的状況に陥った。1983年にも計画案は出されたが、これらは反対運動により立ち消えとなり、2000年には景観保護区域の指定を受けた。先述の「大稻埕歷史風貌特定專用區（大稲埕風貌特定専用区）」である。補修や改修も進み、活気が戻ってきた。現在は旧正月前ともなると台北中から買い物客が訪れる商店街であり、「台北市を代表する観光地の一つ」でもある。

### 名称の変遷
迪化街という名称は1947年、すなわち国民政府による命名であり、それまでにはいくつかの呼び名があった。日本統治より前に大滔捏の中北街と呼ばれていた箇所が現在の迪化街にあたる。これに南街、中街を含める資料もある。その後日本統治の時代になると永楽町と呼ばれるようになり、メインストリートは永楽町通りと呼ばれるようになった。現行の名称である迪化街と名付けられるのは日本が去って後 1947年になってからで、中華民国政府による命名である。新疆省のウルムチの古称「迪化」に由来する。このため日本語読みする場合は「てきかがい」となる。近年、テレビの旅行番組などで「由」の部分の読みから「ゆかがい」と誤読されていることがあるが、そもそも「迪」の字の音読みは「てき」もしくは「じゃく（ぢゃく）」であって「ゆ」とは読まない。

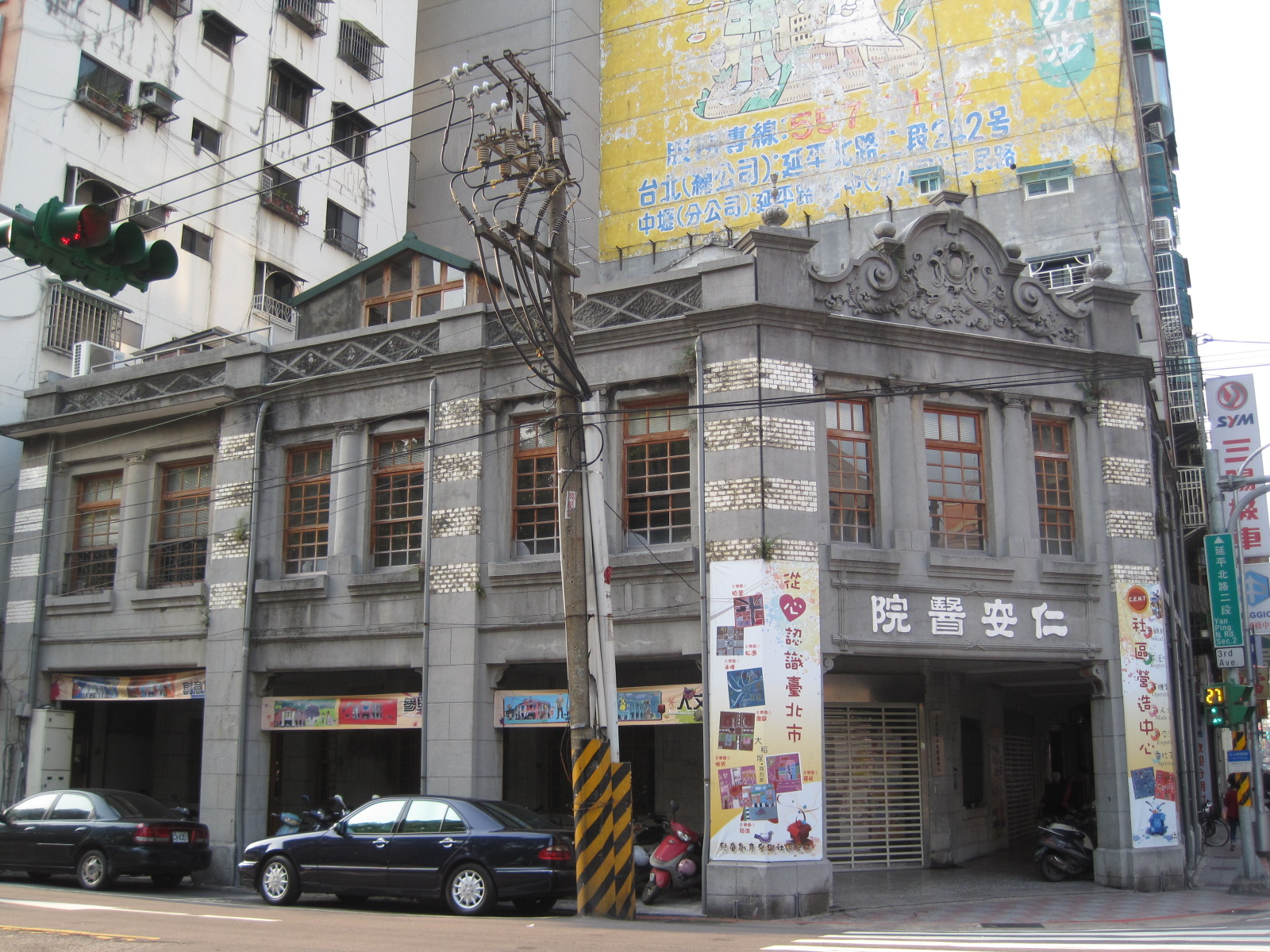
仁安医院

## 名所・旧跡・観光施設
乾物の問屋が多いとされる迪化街であるが、以下のような名所、旧跡および観光施設が存在する。
霞海城隍廟
1856年創建。月下老人ばかりがやたらと有名であるが、他にも城隍爺とその夫人、義勇公、註生娘娘、媽祖、菩薩、七爺と八爺、など600以上の神が一堂に会する「台湾では神像密度の最も高い古廟」。

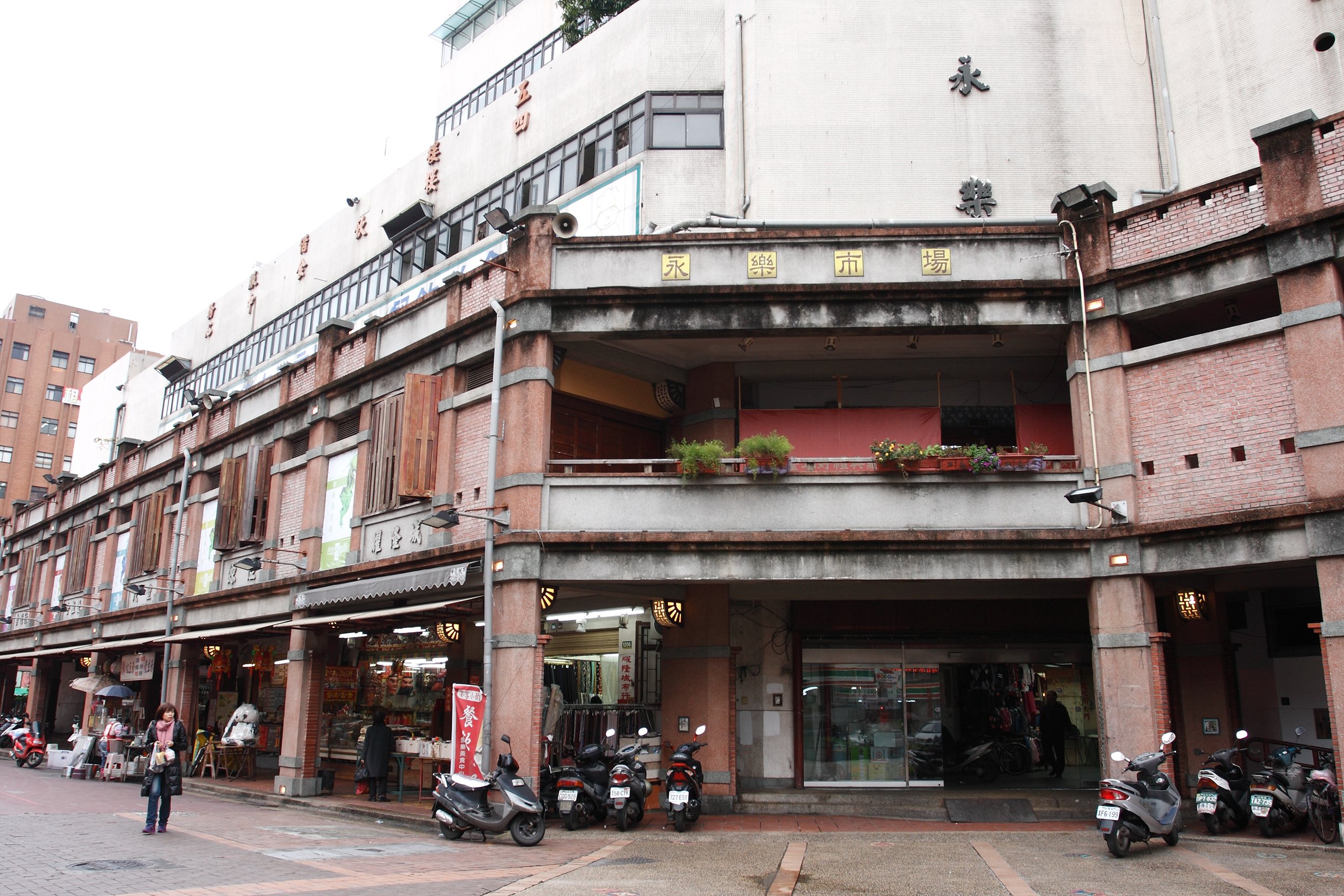
永楽市場
1階は生鮮市場や飲食店。2階には生地を販売する複数のテナントが入り、3階には仕立屋がいて縫製を依頼できる。
民藝埕
1913年に建設された建物。1階は雑貨屋で、2階は南街得意という名のカフェ。
小藝埕
永楽市場の向かいに立地。元は薬局だったが火災と台湾中部大震災の影響で損壊。修復して後は書店、カフェ、デザイナーズショップ、多目的スペースといったテナントが入る施設となった。
聯藝埕
書店と宿泊施設のテナントのほか、雑貨屋、フルーツショップ、カフェ、レストランが入る施設。

### 近隣地区
慈聖宮
歴史節で先述した媽祖宮。涼州街と保安街の交差点奥に所在。大滔捏三大廟のひとつ。
保安捌肆
保安街と延平北路の交差点付近に所在。1920年代の建築。台北市指定古蹟。現在はカフェ兼多目的スペース。
仁安医院（仁安醫院）
延平北路と涼州街の交差点に所在。1924年設立、1927年竣工のバロック建築。1階は医院として使われていた当時の医療器具などの展示スペースとして、2階は集会所として利用されている。
行冊
蔣渭水の医院があった場所に建つ3階建ての店舗。台北市延平北路二段33号。1階がカフェバー、2階が地中海料理レストラン、3階は有料の図書スペース。なお、建物は戦後に建てられたものをリノベーションしている。

## アクセス
- MRT雙連駅より民生西路を西へ徒歩12分（約10分[3]）[2]
- バス「大稻埕」停留所より徒歩3分、「南京西路口」停留所より徒歩3分[3]
- 大稻埕公園地下駐車場あり[3]